# Intercommunale Kustreddingsdienst van West-Vlaanderen
L'« Intercommunale Kustreddingsdienst van West-Vlaanderen », souvent désignée par ses initiales en néerlandais qui sont « IKWV » (que l'on peut traduire Intercommunale des services de sauvetage de la côte (belge) de Flandre-Occidentale), est une intercommunale belge de la province de Flandre-Occidentale, ayant pour objectif d'assurer la surveillance des plages et le sauvetage des baigneurs se trouvant sur le littoral belge.
Elle dispose de sauveteurs, de véhicules légers et de petites embarcations mais pas d'hélicoptères de sauvetages, ces derniers appartenant à la composante air de l'armée belge, et plus précisément à la 40e escadrille Héli se trouvant à la base aérienne de Coxyde.
Les ambulances quant à elles proviennent principalement des différents services d'incendie stationnés le long de la côte.

## Historique
L'intercommunale fut fondée en 1982.

## Composition de l'intercommunale
L'Intercommunale des Services de sauvetage de Flandre-Occidentale regroupe les 10 communes dites « du littoral belge », c'est-à-dire les dix communes ayant une façade maritime sur la mer du Nord, la seule mer bordant le territoire belge (et ce sur environ une soixantaine de kilomètres).
Il s'agit des communes de (d'ouest en est) : La Panne, Coxyde, Nieuport, Middelkerke, Ostende, Bredene, Le Coq, Blankenberghe, Bruges et Knokke-Heist.

## Organisation

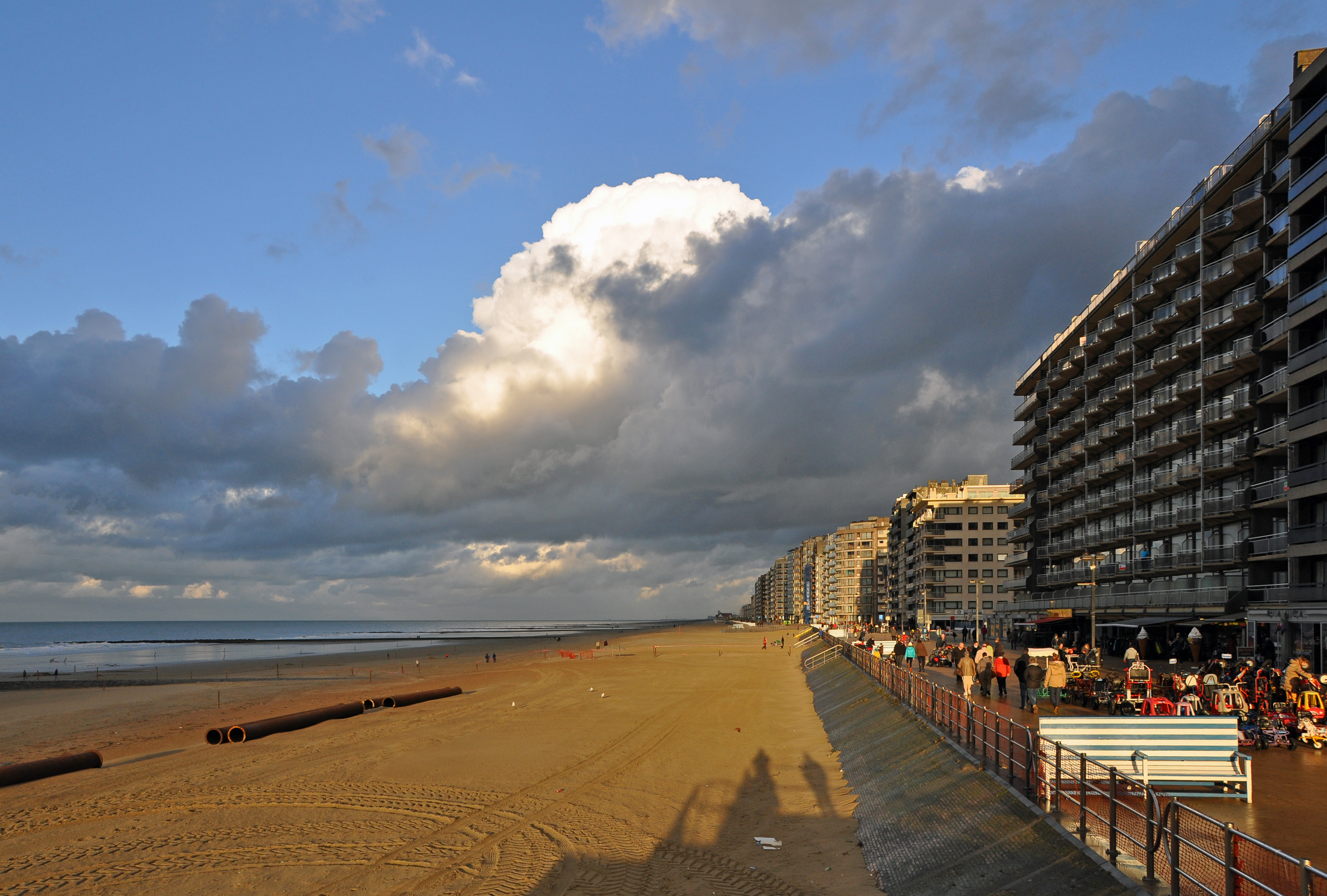
Sur les 60 kilomètres de la côte belge, 34 sont des plages, comme ici à Westende.

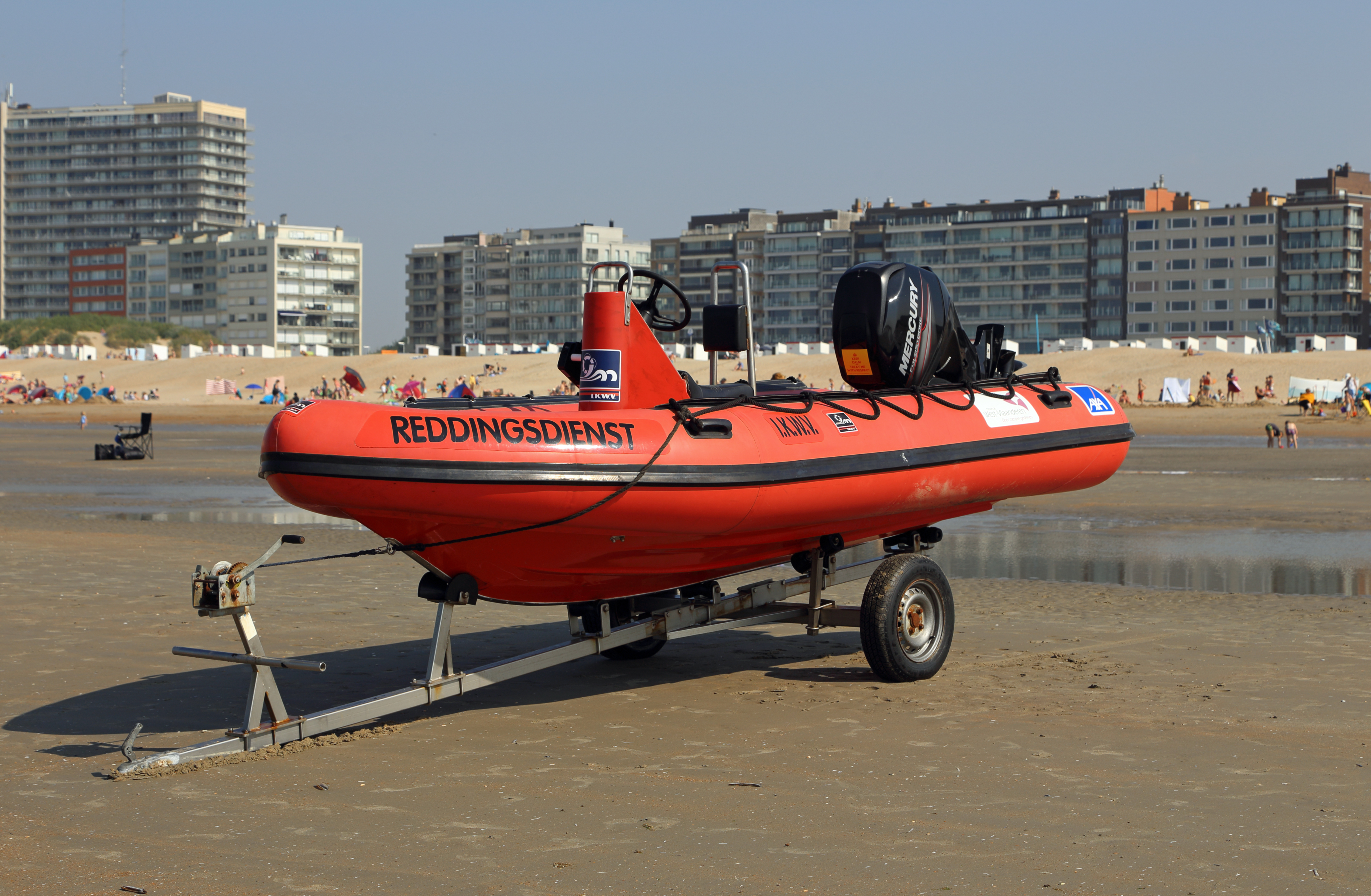
Un canot de sauvetage de l'IKWV sur la plage d'Ostdunkerque, prêt pour une éventuelle intervention

L'intercommunale dispose de 82 postes de secours pour couvrir les 34 kilomètres des plages belges.

## Personnel
Lors de la période estivale on compte 1 400 sauveteurs qui sont en général des travailleurs saisonniers (dont un grand nombre d'étudiants).

## Matériel
Les sauveteurs disposent généralement sur eux :
- d'une « trompe d'alerte » pour signaler aux baigneurs qu'ils s'approchent ou dépassent les balises délimitant la zone accessible pour la nage ;
- de jumelles ;
- d'une bouée de sauvetage (pas nécessairement ronde).

Ils scrutent généralement la plage postés sur des petites tours mobiles de 2 ou 3 mètres de haut.

## Formation

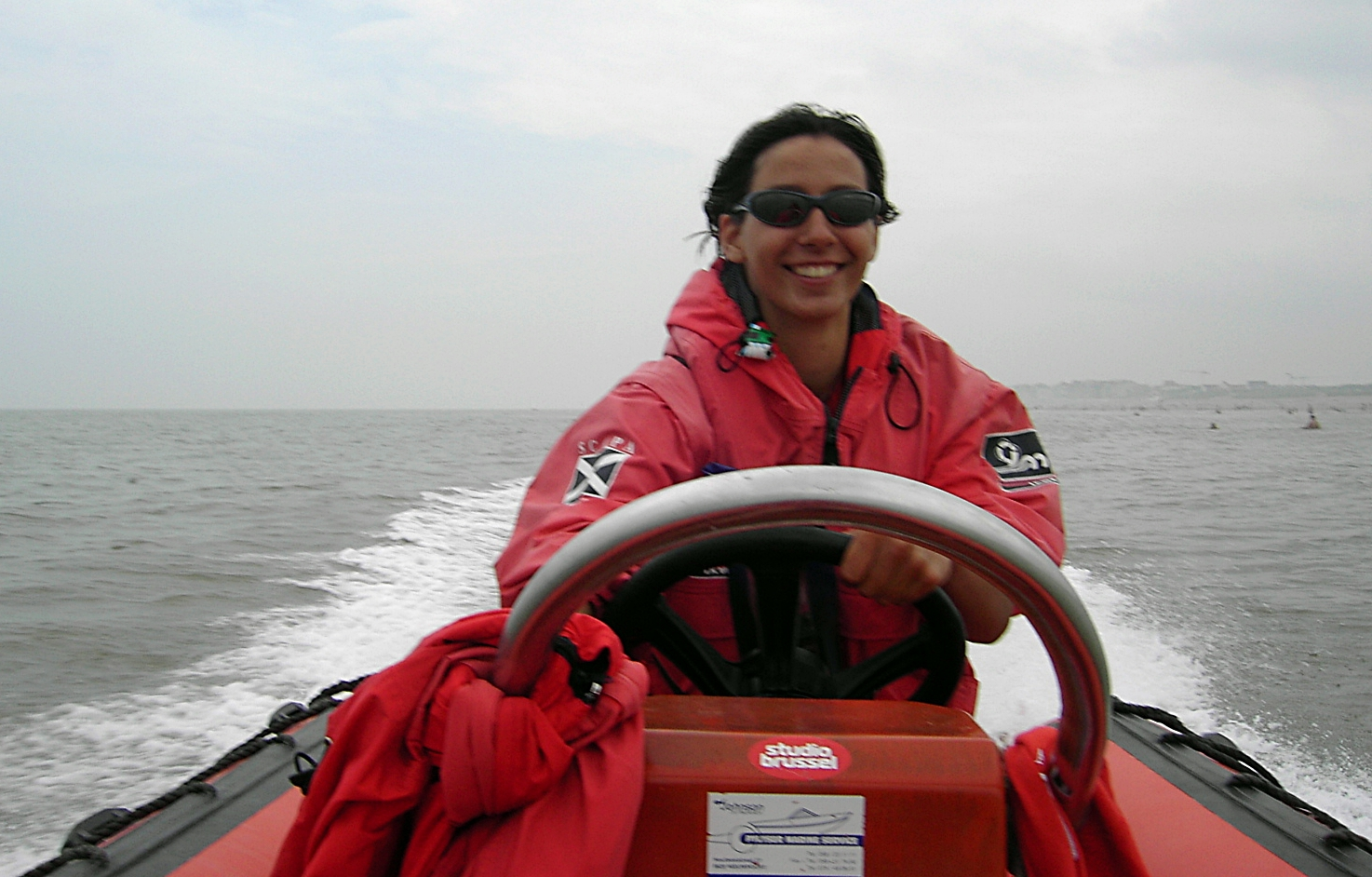
Les sauveteurs interviennent également à l'aide de petites embarcations et doivent, pour ce faire, suivre une formation rigoureuse.

La formation est organisée par le WOBRA (West-Vlaams Opleidingscentrum voor Brandweer, Reddings en Ambulancediensten) (Centre de formation de la Flandre-Occidentale pour les pompiers, les secours en mer et les ambulanciers).
Elle consiste en des épreuves physiques tout comme théoriques en matière de premiers secours mais aussi de climatologie et de spécificités du monde marin (nœuds, manœuvre d'embarcations, etc.).

## Drapeau et indicateurs
Il existe trois types de drapeaux indiquant aux usagers de la plage l'état de la mer et l'autorisation ou non de se baigner.
- Vert : baignade autorisée
- Jaune : baignade autorisée sans accessoires gonflables
- Rouge : baignade interdite.

En plus il existe des panneaux fixes indiquant la surveillance ou non de la plage à cet endroit.

## Images

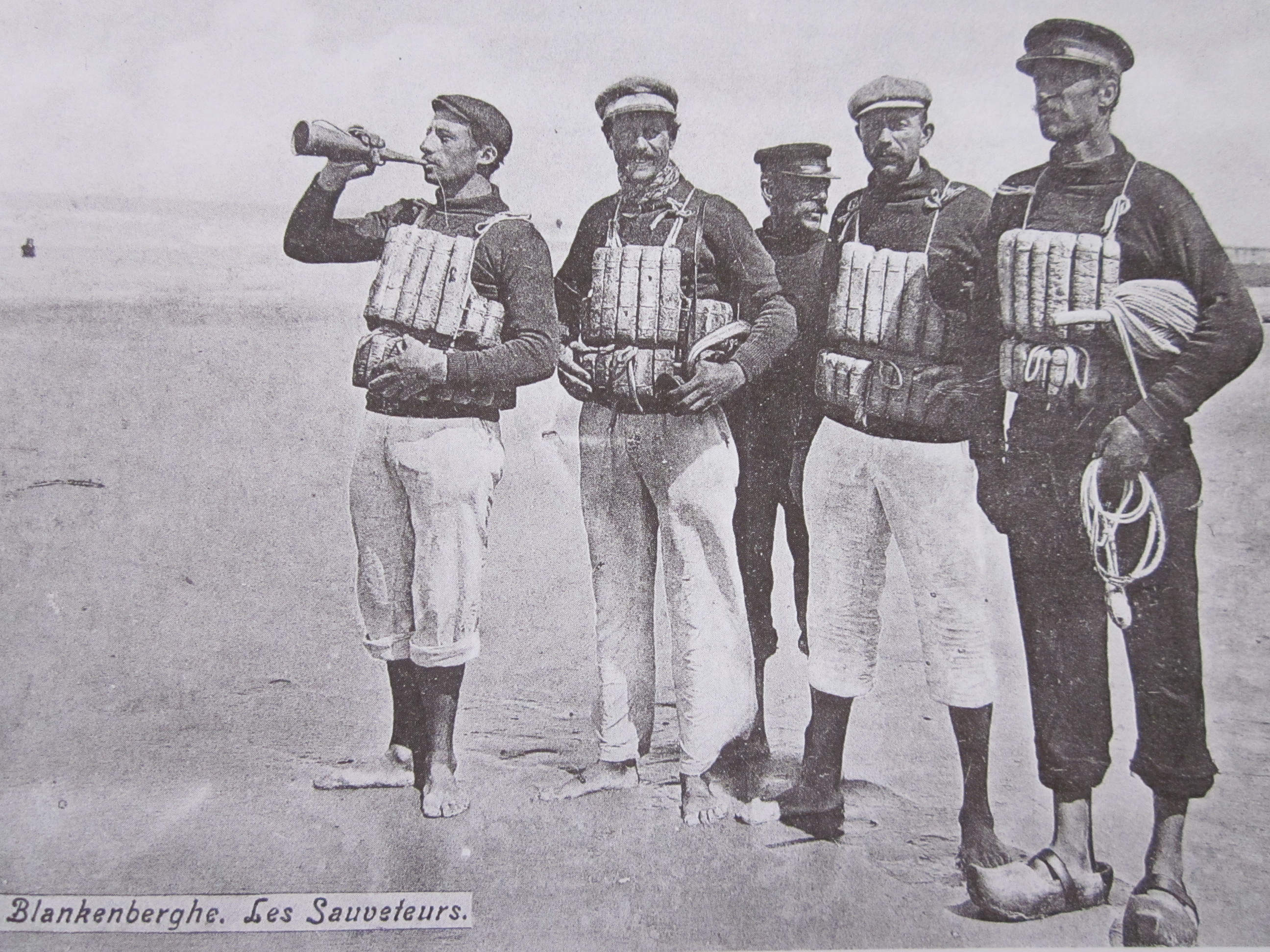
Sauveteurs à Blankenberghe en 1910
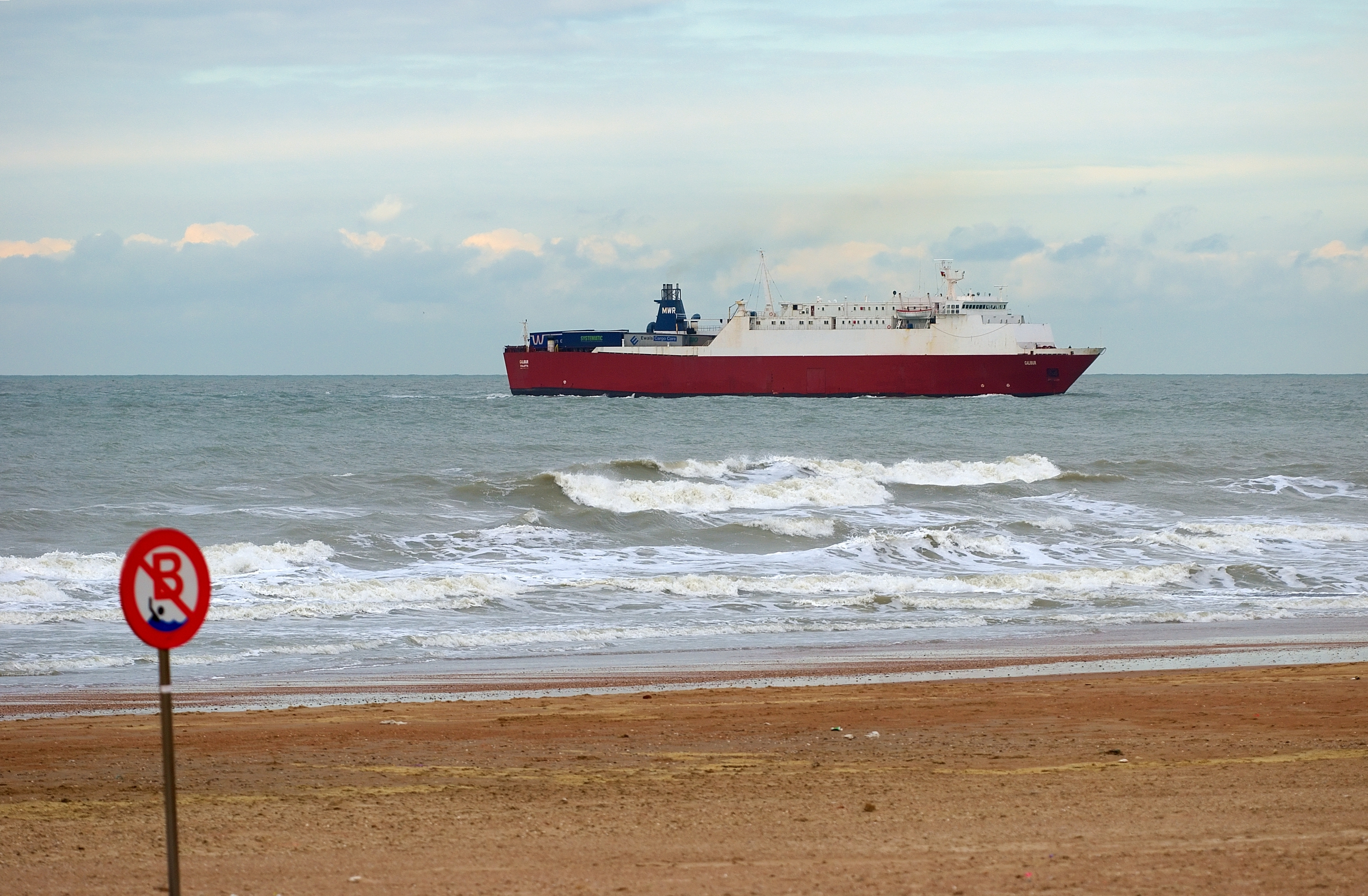
Panneau indiquant que la baignade est interdite (ici à l'entrée du port d'Ostende).
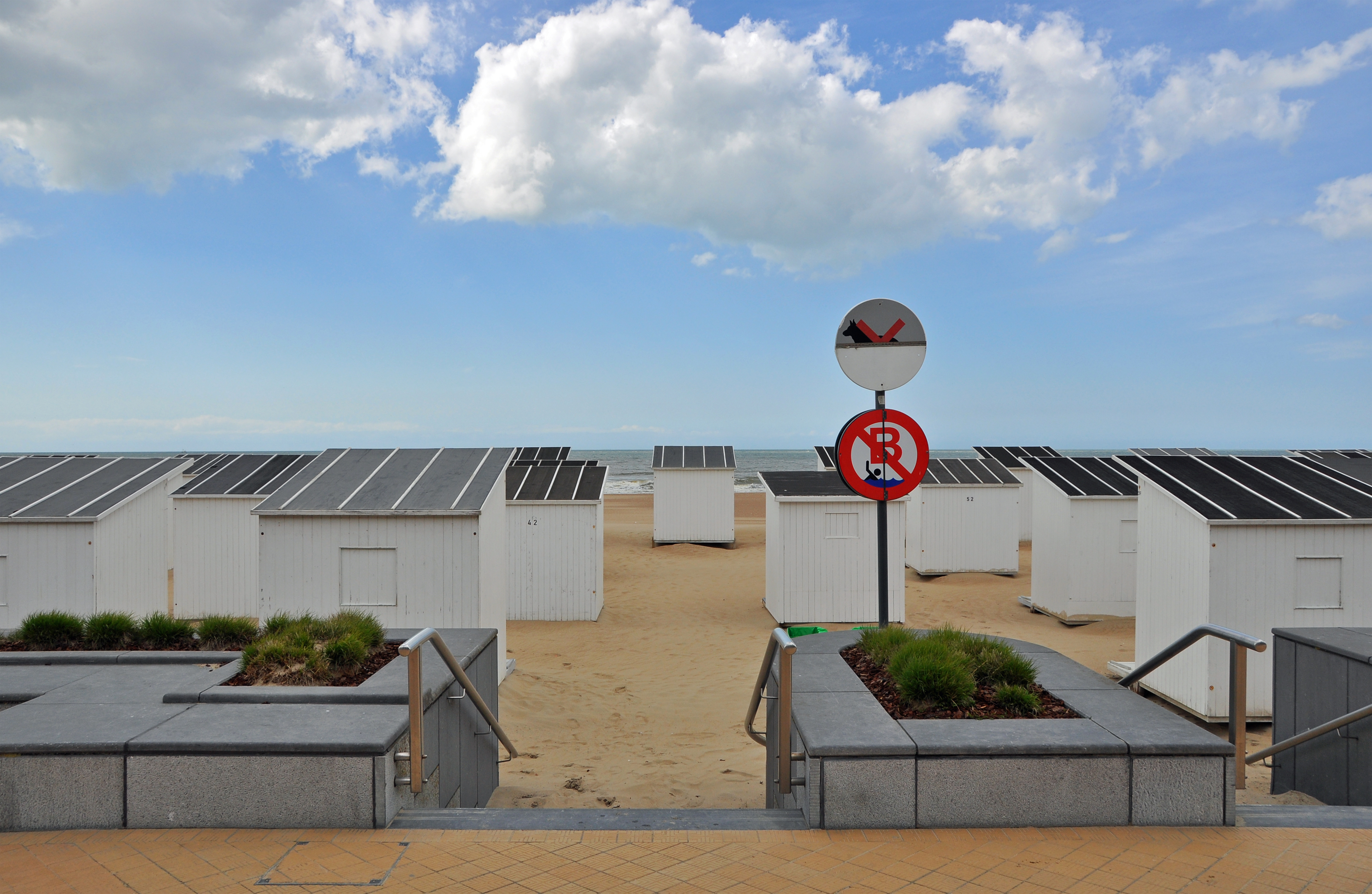
Autre panneau « Baignade interdite »
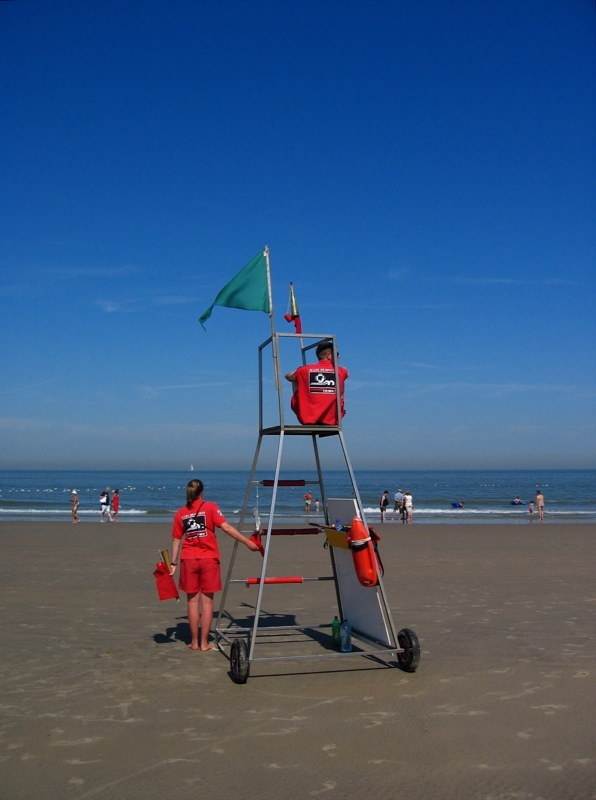
Sauveteurs belges à Le Coq
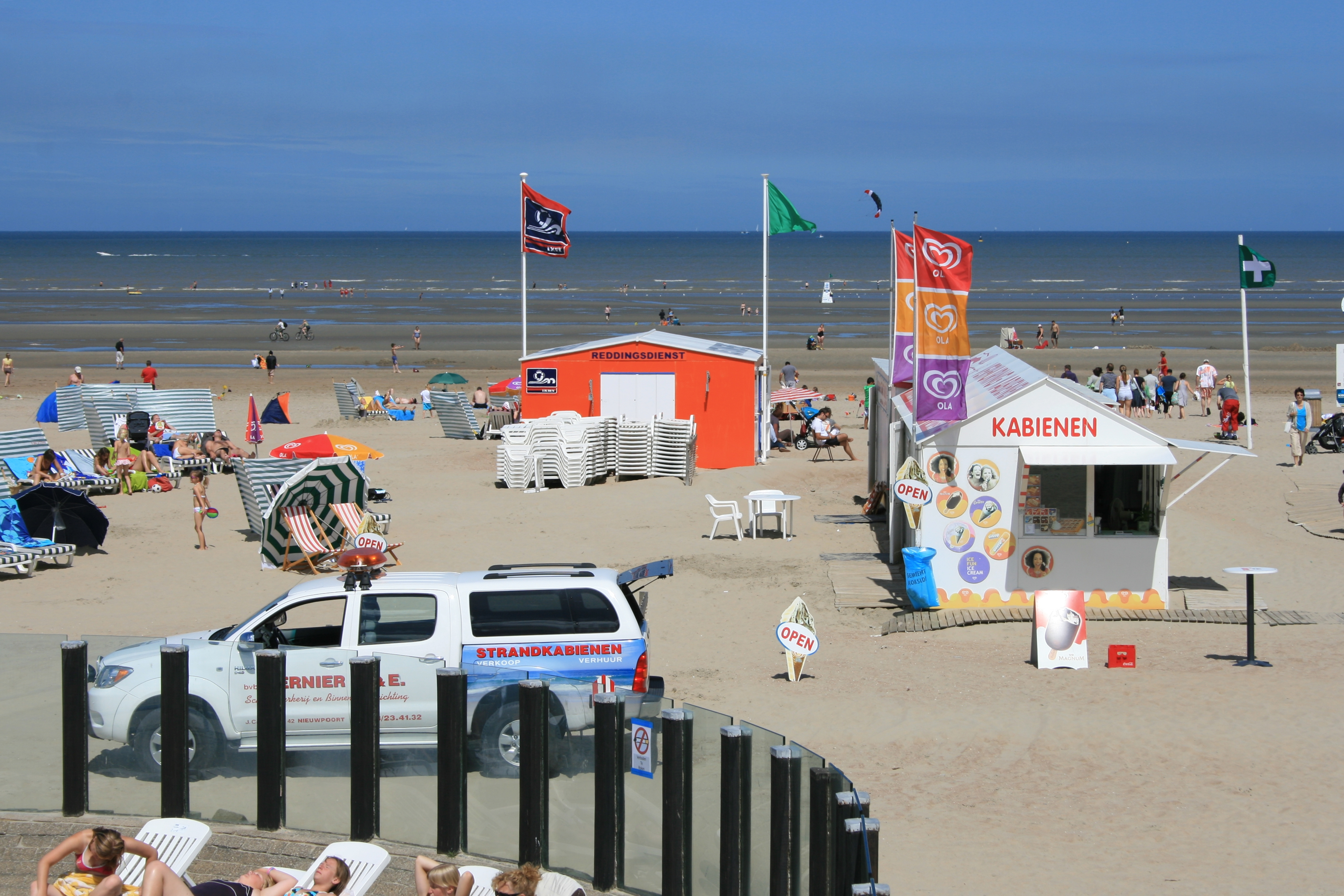
Poste de sauvetage en arrière-plan, à Ostdunkerque-Bains.